# NGC 1407
NGC 1407 je galaksija u zviježđu Eridan.

## Vanjske poveznice
- SEDS: NGC 1407